# Molophilus norrisi
Molophilus norrisi là một loài ruồi trong họ Limoniidae. Chúng phân bố ở miền Australasia.